# مرحبا بالرفاق (مجلة)
مرحبا بالرفاق (بالفرنسية: Salut les copains) (بالإنجليزية: Hi friends)، تغير هذا الاسم بعد فترة إلى «مرحباً» (!Salut)، وهي مجلة منوعات موسيقية فرنسية شهيرة تم نشرها بين عامي 1962 و 2006. أسسها فرانك تينوت ودانيال فيليباتشي، كإعلام داعم لبرنامج إذاعي شهير على محطة أوروبا 1 يحمل نفس العنوان.
قدمت المجلة العديد من الأسماء الفرنسية البارزة في الستينيات والسبعينيات، بالإضافة إلى تغطية مهمة لأعمال البوب والروك الأمريكية والبريطانية. تجاوزت مبيعاتها، في ذروتها، مليون نسخة لكل إصدار.
نظمت محطة الإذاعة «أوروبا 1» حفل موسيقي كبير في 22 يونيو 1963، للاحتفال بالذكرى السنوية الأولى لإطلاق مجلة «مرحباً بالرفاق» بحضور 200000 شاب للاستماع إلى سيلفي فارتان، وفيك لورينز، وريتشارد أنتوني، وديك ريفرز، ودانييل جيرارد، ولي جامز، ونيكول باكين، وجوني هاليداي. وصف الحفل عالم الاجتماع إدغار موران في مقال في صحيفة لوموند الفرنسية بأنه حفل لجيل ال «ياي ياي yé-yé» (وهي الصيحة التي يطلقها بعض المغنيين أثناء أداء أغنياتهم) مما أدى إلى ظهور النمط الفرنسي للموسيقى المعروف باسم (ياي ياي) والذي تم تطبيقه على العديد من الأعمال الغنائية الشعبية في الستينيات.
دفع نجاح المجلة إلى إطلاق إصدارات من المجلة باللغات الألمانية والإسبانية والإيطالية، كما أدى إلى إطلاق العديد من المنشورات الفرنسية الموجهة للشباب بما في ذلك: سن العطاء Âge Tendre– بست Best– اكسترا Extra- مرحبا يا اصدقاء Bonjour les amis- نحن الفتيان والفتياتNous les garçons et les filles.
مع تراجع الاهتمام بالبرنامج الإذاعي وأسلوب «ياي ياي» للموسيقى الفرنسية التي يدعمها، تم تغيير اسم المجلة إلى «مرحباً» في يناير 1994، وتم بيع الرخصة لشركة «سوسايتي ايدي برس» التي حولتها من مجلة شهرية إلى نصف شهرية، مع تغطية تشمل مقالة ذات اهتمام عام للشباب، ولكن تتضمن بعض التغطية الموسيقية. في مواجهة انخفاض عدد القراء، تم إغلاق المجلة في أبريل 2006.

## وصلات خارجية
https://www.cambridge.org/core/journals/popular-music/article/abs/salut-les-copains-generation/E210D4045FA1BB467BBEC6644FC85479 مرحبا بالرفاق (مجلة)
https://www.imdb.com/title/tt3159648/ مرحبا بالرفاق (مجلة)
https://www.covercentury.com/index.php?p=audio&l=l&f=la-collection-offici_salut-les-copains_30877746.jpg مرحبا بالرفاق (مجلة)